# 段熲
段 熲（だん けい、？ - 光和2年〈179年〉）は、中国後漢時代の武将。字は紀明。涼州武威郡姑臧県の人。
羌の反乱が多発した中国西北部の平定に貢献し、張奐や皇甫規とあわせて「涼州三明」と称された。対羌戦争における攻撃的な姿勢で知られ、羌の撲滅を主張した。また宦官との関係が深く、「涼州三明」の中で最も高位に登りつめた。

## 生涯

### 出自
本伝によれば、段熲は、前漢時代において西域都護を務めた段会宗の従曽孫だという。しかし実際にそのような続柄であったとしても、宗族との関係はかなり薄く、さらに祖父や父の名が記されていないことから、家族の地位は低かったと考えられる。また若い頃は弓馬を習い、遊侠を尊び、よく散財したが、成長してから学問に触れるようになったといい、張奐や皇甫規と比較すれば、学問的造詣もそれほど深くなかったといえる。

### 武名を馳せる
和平元年（150年）頃に孝廉に挙げられ、憲陵園（順帝の陵墓）丞および左馮翊陽陵県の県令となり、善政を敷いた。その後、遼東属国都尉に転任した。当時、鮮卑が要塞を侵犯していたため、段熲が兵を率いてその地へ赴くと、鮮卑は驚いて立ち去っていった。段熲は、自身への勅命を記した詔書を駅騎に偽造させると、撤退するふりをして、復路に伏兵を置いた。段熲が退却すると信じて追撃に転じた鮮卑を、段熲はことごとく殺した。詔書の偽造により重罪に問われたが、功有りということで司寇（労役刑）に2年服役した。刑期が終わると、議郎を拝命した。
当時、太山・琅邪の賊である東郭竇・公孫挙らが3万人の軍勢でもって郡県を荒らしていた。永寿2年（156年）、桓帝が詔勅を下して、公卿に文武に優れた者を選出させた際、司徒の尹頌が段熲を推薦した。中郎将となった段熲は、東郭竇・公孫挙の軍を大破して彼らを斬り、またここで得られた首級は1万余りにのぼり、散り散りになった残党は降伏した。段熲は列侯に封じられ，50万銭を賜り、子の一人が郎中となった。

### 西羌征伐
延熹2年（159年）、先任者である第五訪の死亡に伴い、段熲は護羌校尉に転任した。同年12月、焼当・焼何・当煎・勒姐など8種の諸羌が隴西・金城の堡塞を攻撃した。段熲は漢軍および湟中義従羌1万2000騎をもって湟谷に進軍し、擊破された羌の群衆は積石山（アムネマチン）付近の谷まで退いた。段熲は黄河南岸に沿って東へと追討し、軍吏の田晏・夏育を囮の分遣隊として送り、敵を挑発して攻撃に転じさせた。そして羅亭での戦いで大勝し、羌の酋豪以下2000人を殺し、1万人余りを生け捕りにした。残党は国境を越えて逃れた。
段熲による過激な武力鎮圧は、羌の中に大きな反発を生んだ。延熹3年（160年）春、羌の残党が焼何羌の大豪と共に張掖を攻め、属国の吏民を殺した。そして同種族1000落余りと呼応して、夜明けに段熲を襲撃した。段熲は死闘を強いられたが、日中に至る頃、羌は退却していった。しかし段熲は敵軍を40日余りにわたって追撃し、2000里（約1000km）ほど離れたところの積石山まで至った。そして焼何羌の大帥を殺し、5000人余りを殺した後、兵を分けて石城羌を攻撃した。また段熲は、白石に集った雑種羌への攻撃も実行した。さらに同年の冬、勒姐・零吾2種族の羌が允街を包囲し、当地の吏民を殺したが、救出に向かった段熲により退けられた。
延熹4年（161年）冬、上郡の沈氐羌、隴西の牢姐・烏吾などの諸羌が并州・涼州で動乱を起こしていたため、段熲は湟中義従（漢に降伏した異民族）を率いて討伐した。涼州刺史の郭閎（かくこう）はその功績が欲しくなり、段熲軍を妨害して進軍させなかった。戦役から遠ざけられた義従たちは故郷を恋しがり、みな離反した。郭閎に罪を着せられた段熲は獄に繋がれ、労役に服した。段熲の後任となった胡閎は異民族統御において無能であったため、羌は盛んに攻撃を行い、漢の支配領域を脅かした。この状況を憂えた朝廷は、皇甫規を中郎将として涼州平定に向かわせた。涼州の事情に通暁していた皇甫規は戦いを制した後、宥和的な施策を敷くと同時に、現地の官吏の無能ぶりを罪に問うた。皇甫規の政敵、すなわち朝廷で権力を握る宦官勢力や、無能とされた地方官吏の友人などは彼を誣告し、後に賄賂を渡すことを拒まれ恨みに思った徐璜らは、皇甫規を失脚させた。朝廷は、段熲が郭閎により誣告されたと知って実情を尋ねたが、段熲はひたすら謝罪するばかりで言を枉げなかったため、都では長者であると称えられた。段熲は徒役から解放され、議郎を拝命し、後に并州刺史となった。
延熹5年（162年）11月、滇那をはじめとする諸羌5、6000人が武威・張掖・酒泉を襲った。襲撃の勢いは非常に激しく、延熹6年（163年）には、涼州がもはや国家の統制から外れかねなかったという。そして同年の冬、胡閎が病むに伴い、段熲は護羌校尉に再任した。翌年の延熹7年（164年）春、封僇・良多・滇那などの羌の酋豪355人が3000落を率いて帰順を願い出たが、当煎・勒姐はなおも結集する動きを見せていた。冬、段熲は1万人余りを率いてこの2種族の集団を擊破し、さらに各種の酋豪を殺害して、4000人余りの首級・捕虜を得た。
延熹8年（165年）春、段熲は再び勒姐羌を攻撃して、400人余りを殺し、2000人余りを降伏させた。夏には当煎羌と湟中において交戦したものの劣勢となり、3日間にわたり包囲されたが、樊志張という隠士の策を採用して、夜間、東南から包囲網を突破した後、引き返して敵軍を攻撃し、勝利した。その後も段熲は追撃を続け、山間を抜けて秋まで継戦し、飢えた羌の軍勢はついに離散した。西羌を破るにあたり、段熲は2万3000人を殺し、数万人を生け捕りにし、馬牛羊は800万頭、降伏した者は1万落余りにのぼったという。この功績から都郷侯に封じられ、食邑は五百戸を与えられた。
永康元年（167年）、当煎など羌の諸種族が反乱を起こし、4000人余りをもって武威を攻めようとしたが、段熲は鸞鳥（武威郡昌松県北部）において敵勢力を撃破して渠帥を殺害し、3000人余りを殺した。これにより西羌は平定された。

### 東羌征伐
永和5年（140年）に羌の大規模な反乱が生じ、その鎮圧に向かった馬賢が永和6年（141年）に戦死して以降、朝廷は羌の攻勢を抑え込むことができず、その影響は三輔にまで及んでいた。段熲は羌のことを根絶すべき存在として捉えており、異民族との融和を目指す張奐とは対照的だった。同じ涼州出身者でありながら、対羌政策の相違により、段熲と張奐は対立していた。羌についての対策を桓帝から問われた段熲は、「張奐が躊躇して進軍しないのは、羌が外では離散していても内では合衆しており、兵を進めれば彼らが驚いてしまうと考えているからでしょう」と述べ、「〔張奐は〕ただ降伏勧告を行い、座して強敵を制しようというのです。臣（わたくし）が思うに、狼の子は野心を持つもので、恩徳では治めがたく、〔羌は〕劣勢により服従しても、兵が去れば再び動乱を起こします。長矛で挟んで脅し、白刃を首に当てるべきなのです」と答えた。

#### 逢義山の戦い
建寧元年（168年）春、段熲は1万人余りの兵と15日分の兵糧とともに、彭陽から高平へと進軍し、逢義山において先零羌など諸種族の主戦力を攻撃した。敵の多さに将兵たちは怖気づいたが、段熲は長矛を持つ三重の歩兵部隊を挟むようにして強弩部隊を並べ、さらにその両翼に軽装騎兵を配置するという陣列を作らせた。そして「今や家郷から離れること数千里、進めば事は成り、逃げればことごとく死ぬのだ。努めて功名を共にしようではないか」と激励した。段熲が取ったのは、長矛部隊が羌の騎兵を迎え撃ち、強弩部隊が足止めしているところを、両翼の騎兵部隊が挟撃するという、対騎兵戦法として有効なものだった。段熲軍はこの戦いで8000人余りを殺害し、牛や馬、羊などの家畜28万頭を得たという。段熲は竇太后（桓帝の皇后・竇妙）から軍功を讃えられ、20万銭を賜り、破羌将軍に昇進した。
同年の夏、段熲は羌の軍勢を追って橋門（安塞県鴉行山）を出ると、走馬水（大理河）へと至った。先零羌が奢延沢に駐留していると聞くと、軽装兵を率いて昼夜兼行で200里余り進み、夜明けに敵と遭遇して撃破した。羌はオルドス高原南部の台地に沿って西に逃げ、落川で集結した。段熲は田晏・夏育に兵を与えて東西から挟み撃ちにさせた。潰走した羌は落川を渡って南下し、令鮮水（現寧夏回族自治区の紅柳溝）に至った。飲み水を確保すべく、段熲軍がその地点を制圧すると、東羌は令鮮水に沿って山間を抜け、霊武谷へと到達したが、段熲はなおもその後を追い続け、敵の軍勢を壊滅させた。三日三晩に及ぶ追跡により、兵士たちの足にはたこができたという。そして段熲軍の追撃が安定の涇陽にまで至ると、東羌の残存勢力4000落は、ついに漢陽の山谷の中へと逃げ込んだ。
この戦いを経て、東羌の勢力は大きく減衰した。軍事的優勢を取れるようになったことで、段熲は羌に対する蔑視を強めた。また『東観漢記』によれば、段熲はこの先零羌討伐において、様々な印綬を多数手に入れた。

#### 掃討
建寧元年（168年）冬、張奐は霊帝に対し、段熲の行なったような虐殺は止めるべきだと上申した。張奐はそこで「東羌は破れたとはいえ、その余種を絶やすのは難しいことです。段熲の性格は軽はずみにして果敢であるため、〔東羌の〕敗北は常としがたいでしょう。〔彼らは〕恩徳をもって降伏させるべきです」と述べた。この発言が記された文書は段熲のもとにも送られた。段熲は反論として「案ずるに、張奐は漢の公吏となり、武職に携わって駐留すること2年でありながら、反乱を平定できず、虚しくも文章を修めて武器を収め、強敵に対し招降しようというのです。誕辞・空説であり、空々しく根拠がありません」と上言した。さらに、漢族と羌の雑居は「枳棘（カラタチやイバラ）を良田に植え、虺（毒蛇）を室内で飼うようなもの」だとして反対し、東羌の根絶を改めて説いただけでなく、かつて馬援が行った徙民政策をも咎めた。この局面において、張奐の説く慰撫策が採用された場合、段熲は立功の機会を失うばかりか、涼州義従による軍事力を手放さざるを得なくなる恐れがあった。
建寧2年（169年）、朝廷は謁者の馮禅を漢陽にいる東羌の残党勢力のもとへ派遣し、招降によって降伏者4000人を得た。しかし、いまだ抵抗を続ける勢力も存在しており、彼らは漢陽・安定2郡の境界付近にある凡亭山に留まっていた。この状況に対する段熲の主張は、春は農耕を行うため百姓たちが田野に散らばる上、羌もしばらくの間降伏しているとはいえ、県官による食料の支給もままならないので、いずれ盜賊と化すからには、虚に乗じて兵を発し、残党を殲滅すべきだというものだった。
同年の夏、自ら進駐した段熲は、田晏・夏育を凡亭山の山上へと派遣した。羌はこれらの軍勢を攻撃して「田晏・夏育はいないのか？　湟中義従羌はみなどこにいる？　今日こそ生死を決しよう」と呼ばわった。田晏らは怯える兵たちを激励して、激戦の末に勝利した。敗れた羌は東進し、射虎谷で再び結集すると、兵を分けて山間の入り口を守った。
敵を一挙に撃滅しようと計画していた段熲は、敵の逃走を遮るように、40里にわたる長さの木柵を築かせた。そして田晏・夏育らを7000人の兵でもって分遣し、枚（ばい）を銜ませて、山の西側から夜襲をかけさせた。また、司馬の張愷ら3000人を山の東側へ遣った。東羌はこの動きを察知し、田晏らを攻撃して、水の補給路を遮った。段熲が自ら歩騎を率いて進擊すると、羌は逃走したが、張愷らが山の東西から挟むようにしていたため、兵を出して撃破した。羌は大敗して散じ、段熲はそれを追撃して山間の入り口に至り、さらに谷深くまで追いつめ、各所において撃破し、渠帥以下あわせて1万9000人を殺したほか、大量の牛・馬・ロバ・ラバや氈（毛織物）・裘（皮衣）・廬帳（テント）・什物（日用品）を手に入れた。馮禅らに降伏した4000人は安定・漢陽・隴西の3郡に分置された。こうして東羌は平定された。
『後漢書』によれば、段熲はこの2年間で180の戦いを経験し、3万8600人余りを殺し、牛・馬・羊・ロバ・ラバは42万7500頭余りを捕獲したほか、戦費は44億銭、味方の軍勢の死者数は400人余りだった。これらのような数字は、功績の誇示を目的としているため信憑性に欠けるとはいえ、東羌鎮圧の困難さを如実に物語っている。段熲は新豊県侯に封じられ、封邑は1万戸となった。段熲は兵士たちを思いやる人物で、軍中から傷病者が出ると彼のもとを訪れては自ら看病し、兵たちと苦難を共にしたので、配下はみな段熲のために死力を尽くして戦ったという。
建寧3年（170年）、段熲は秦胡の歩騎5万人余りを率い、さらに汗血馬や捕虜1万人余りを携えて、都へと帰還した。霊帝は大鴻臚・持節を派遣し、鎬水において慰労した。軍が洛陽に到着すると、段熲は侍中を拝命した。また転じて執金吾・河南尹となった。しかし、馮貴人の墓が盗掘に遭った際に責任を問われ、諫議大夫へと左遷された。

### 宦官との癒着

#### 政敵の弾圧
段熲は、当時の朝廷において権力を実質的に掌握する王甫の支持者であり、宦官に阿ることで自らの富貴を保っていた。熹平元年（172年）6月、竇太后が崩じると、何者かが朱雀闕に「天下は大いに乱れ、曹節・王甫は太后を幽殺し、常侍の侯覧は党人を多数殺害しており、公卿はみな尸禄で、忠言する者はいない」と落書をした。これを受けて、司隷校尉の劉猛が捜査を命じられた。しかし劉猛は落書の言が正しいとして、逮捕に踏み切らず、1か月余りが経っても犯人は捕まらなかった。劉猛が左遷されると、御史中丞だった段熲が代わりに司隷校尉を務めることとなり、7月には太学の学生1000人余りを獄に繋いだ。曹節らは劉猛を恨んでやまず、段熲に彼のことを上奏させ、有罪として服役させた。また段熲は、対羌政策について意見が対立したことで張奐と不仲だったため、司隷校尉となった際、張奐に危害を加えて故郷の敦煌に帰還させようとしたが、張奐からの陳情を受けて思い直したため、未遂に終わった。
段熲には李暠という友人がいたが、李暠はかつて、蘇不韋の父である蘇謙の報告により左遷されたことを恨み、後に彼を獄死させ、その死体を処刑することで報復した。これに対して蘇不韋がなした仇討ちは未遂に終わったものの、李暠は結果的に憤死した。後に司隷校尉となった段熲が蘇不韋を招聘した際、恐れた蘇不韋は病気と称して来なかった。蘇氏一族がかねてより張奐と親しくしていたこともあって、蘇不韋の対応は段熲の怒りを呼んだ。段熲は、李暠への攻撃は不当だったと考えており、また蘇不韋が徒党を組んで強盗を働いているという報告を長安の人間から受けたため、これに乗じて蘇不韋を殺すべく、従事の張賢を彼のもとに派遣した。張賢はこの際、失敗すれば彼の父の命はないと脅迫されていた。右扶風に到着した張賢を迎えに行かされた蘇不韋は現地で逮捕され、彼の一門60人余りもろとも誅殺された。
また段熲は熹平元年（172年）に、中常侍の王甫による密告を受け、劉悝と交流していた鄭颯を北寺の獄に収監している。その後、鄭颯および中黄門の董騰らが王甫の誣告により誅殺されると、段熲は以前に得た1万戸に対し、さらに4000戸を増封された。

#### 栄達と転落
熹平2年（173年）5月、李咸に代わって太尉となったが、12月に病を得て辞し、司隷校尉に復職した。数年後に潁川太守に転任し、太中大夫を拝命した。
光和2年（179年）3月、橋玄に代わり再び太尉となるも、同年4月の朔日に日食が発生したため、その責任を自らに帰して弾劾した。これに対して官吏からの上奏があったため、霊帝は詔を下し、段熲に印綬を返上させ、廷尉のもとへ参詣させた。なお、霊帝時代の光和元年（178年）以降において、太尉を含む三公位は収入源の一環として売官の対象となっており、莫大な金銭を納付しない限り三公に就くことは不可能だった。段熲もまた、そういった経緯を経て太尉の位に登っていた。
しかし、司隷校尉の陽球が王甫の誅殺を上奏したとき、段熲にもその累が及んだ。王甫ら宦官の処遇については「奸猾にして縱恣、その罪は捕えて族滅となすべきもの」とし、加えて「太尉の段熲は阿諛追従の輩であり、ならびに誅戮すべし」という陽球の要請が裁可されると、段熲らは洛陽獄に送られた。酷吏として知られる陽球が手ずから行なった取り調べは苛烈を極め、王甫は杖で叩き殺され、その養子である王萌・王吉も同様に獄死した。そして段熲は同じ4月、鴆毒を飲んで自殺した。世間では、段熲の死は蘇不韋らを殺した報いだと考えられたという。段熲の家族は辺境への流刑となったが、中常侍の呂強が上疏して彼の功績を訴えたため、霊帝は段熲の妻子たちを本郡に帰らせた。

## 影響
- 段熲は非漢族に対する威名を持っていた。『三国志』によれば、段熲が太尉だった頃、賈詡は病気により辞職し、故郷への帰路についていたが[注釈 14]、途中の汧県で氐族に襲撃されると、「私は段熲の外孫である」と詐称することで難を逃れた[102][103]。
- 中平元年（184年）、辺章・韓遂らによる大規模な反乱が涼州で起きたが、その参加者の多くが段熲の元部下であり、高い作戦能力を有していたという[104][105]。
- 建安16年（211年）の潼関の戦いにおいて、馬超など関西[注釈 15]諸将が擁する兵は、長矛の使用に習熟していたため、曹操軍の諸将から脅威と見なされていた[107][108]。この長矛部隊は、段熲が逢義山の戦いにおいて用いた技術が引き継がれたものだという[109]。
- 「刀折れ矢尽きる」という故事成語は、段熲伝の記述に基づく[110][111]。